# 지에구 카를루스
지에구 카를루스 산투스 시우바(포르투갈어: Diego Carlos Santos Silva, 1993년 3월 15일 ~ )는 브라질의 축구 선수로 현재 잉글랜드 프리미어리그의 애스턴 빌라 FC에서 센터백으로 활약하고 있다.